# Otokar Žižka
Otokar Žižka (27. prosince 1907, Poštorná, dnes část Břeclavi – 5. srpna 1963, Praha) byl český básník a knihovník.

## Život
Narodil se v rodině úředníka Jaroslava Žižky (* 1882) a jeho manželky Otylie, rozené Frühbauerové (* 1884). Otec notář pobýval v cizině, Otokar Žižka vyrůstal v rodině nevlastního otce advokáta († 1918). Smrt otčíma na tuberkulózu mladistvého Žižku silně poznamenala.
Po maturitě na břeclavském gymnáziu v roce 1928 studoval dva roky v brněnském kněžském semináři, poté na filosofické fakultě v Brně, ale studia nedokončil. Po vykonání učitelských zkoušek učil na menšinových českých školách na severní Moravě. Po Mnichovské dohodě, kdy bylo pohraničí odstoupeno Německu, přešel na školu v Myslibořicích. Zde se zapojil do protinacistického odboje a setrval zde do konce války.
Dne 22. ledna 1944 se v Myslibořicích oženil s Růženou Blechovou (* 1918), pozdější básnířkou a spoluautorkou Žižkových děl.
V roce 1945 se přestěhoval do Prahy, kde byl učitelem a konzultantem ministerstva školství. Současně v roce 1946 dokončil studia na Filozofické fakultě Univerzity Karlovy. Stal se ředitelem knihovny Lékařské fakulty UK v Praze. Básně publikoval již od studentských let a vydal na tři desítky sbírek, některé společně s manželkou Růženou.

## Dílo
- Jižní Morava. F. Navrátil, Břeclav 1928
- Květ ve váze. F. Navrátil, Lundenburg 1928
- Hlas v mlze. Edice Mladá Morava, Brno 1929
- Balada. F. Navrátil, Břeclav 1929
- Žluté hudby. Jar. Žáčková jako 2. sv. svých soukr. tisků, Praha 1929
- Konec slavnosti. V. Chlanda, Lundenburg (Břeclav) 1929 (2. vydání)
- Tvář v plamenech. Soukr. tisk dr. Miloslavy Charvátové, Brno 1931
- Elegie. Fr. Obzina, Vyškov 1932
- Zaklínač. Soukr. tisk Ing. R. Kopce a A. Klimše, Brno 1932
- Jaru našeptáno. 1933
- Katedrály. Soukr. tisk prof. S. Pejchala, Brno 1933
- Závrati. 1933
- Vína. Edice Katalepton, Brno 1934
- Jablko pokryté polibky. Edice Katalepton, Brno 1934
- Apokalypsa. Edice Mladá Morava sv. 4, Brno 1935
- Zem, nejkrásnější hvězda. Edice Albatros sv. 4, Kroužek bibliofilů, Přerov 1938
- Nad hlubinou. 1938
- Večerní píseň pro klavír. 1941
- Vraždění. Edice Albatros sv. 6, J. Filip, Třebíč v měsíci osvobození 1945

Společně s manželkou
- Jde o život. Index, Olomouc 1938
- Cesta v obilí. Kroužek bibliofilů, Přerov 1939
- Pšenice a hrozny. V. Šmidt, Praha 1941
- Vůně jablka. Knižnice Studnice sv. 11, Novina, Praha 1941
- Dvojzpěv. Soukr. tisk Oskara Mládka, Hodonín 1941
- Výšky. Edice Tvar sv. 8, J. R. Vilímek, Praha 1943

Překlady
- Hrst rýže. Výbor z čínské lyriky. Edice Albatros sv. 7, J. Filip, Třebíč 1946